# Lijst van personages uit Dexter
Dit is een lijst van personages uit de Amerikaanse televisieserie Dexter.

## Hoofdpersonages
Hiertoe worden de personages gerekend die in de begingeneriek worden vermeld.
| Personage | Acteur / actrice   | Seizoenen als hoofdrol | Seizoenen als gastrol |
| --- | ------------------ | ---------------------- | --------------------- |
| Dexter Morgan | Michael C. Hall    | 1 - 8                  |                       |
| Overdag bloedspatanalist bij de politie van Miami Metro, 's nachts een seriemoordenaar van zij die volgens hem onterecht aan justitie ontsnappen.                                   |                    |                        |                       |
| Rita Bennett | Julie Benz         | 1 - 4                  | 5 (1 aflevering)      |
| De vriendin en later echtgenote van Dexter, alsook de moeder van zijn kind. Ze wordt op gruwelijke wijze vermoord door Arthur Mitchell, uit wraak op Dexter.                        |                    |                        |                       |
| Debra Morgan | Jennifer Carpenter | 1 - 8                  |                       |
| De zus van Dexter nadat hij wordt geadopteerd. Naar het voorbeeld van haar vader werkt ze zich op bij de politie. Haar wereld stort in wanneer ze ontdekt waar Dexter mee bezig is. |                    |                        |                       |
| Maria LaGuerta | Lauren Vélez       | 1 - 7                  |                       |
| Carrièrevrouw aan het hoofd van het team van Miami Metro. Ze heeft een nauwe band met Doakes en Batista. Ze wordt uiteindelijk vermoord door Debra om Dexter te beschermen.         |                    |                        |                       |
| Angel Batista | David Zayas        | 1 - 8                  |                       |
| Een politieman in hart en nieren, maar toch komen zijn familie en vrienden op de eerste plaats. Hij was even getrouwd met Maria LaGuerta.                                           |                    |                        |                       |
| Harry Morgan | James Remar        | 1 - 8                  |                       |
| De overleden vader van Debra en adoptievader van Dexter. Ooit was hij een gerespecteerd politieman bij Miami Metro. Hij leerde Dexter zijn moord"code" aan.                         |                    |                        |                       |
| James Doakes | Erik King          | 1 - 2                  | 7 (1 aflevering)      |
| Hoofdinspecteur van het politieteam van Miami Metro en de eerste persoon die in Dexter een seriemoordenaar ziet. Hij wordt vermoord door Lila West.                                 |                    |                        |                       |
| Vince Masuka | C.S. Lee           | 2 - 8                  | 1                     |
| Hoofd van de forensische dienst en onsuccesvolle vrouwengek. Bij zijn collega's valt hij op door zijn seksistische uitspraken die soms entertainen, maar soms ook irriteren.        |                    |                        |                       |
| Joey Quinn | Desmond Harrington | 4 - 8                  | 3                     |
| Een jonge politieman die het niet altijd even nauw neemt met de regels. Hij fladdert van de ene vrouw naar de andere en heeft daarnaast een serieuze boon voor Debra.               |                    |                        |                       |
| Tom Matthews | Geoff Pierson      | 8                      | 1 - 2, 4 - 7          |
| De hoogste in rang bij Miami Metro. Hij was jaren de politiepartner van Harry Morgan en heeft dan ook Dexter en Debra van kinds af aan zien opgroeien.                              |                    |                        |                       |
| Jamie Batista | Aimee Garcia       | 8                      | 6 - 7                 |
| De babysitter van Dexters zoontje Harrison en de jongere zus van de haar overdreven beschermende Angel Batista. Ze begint een relatie met Joey Quinn.                               |                    |                        |                       |

## Nevenpersonages
Dit zijn personages die op regelmatige basis in de reeks verschijnen.

### Aanwezig in meerdere seizoenen

#### Brian Moser (Rudy Cooper)
Rudy Cooper (gespeeld door Christian Camargo) is een expert in lichaamsprotheses die werkt in het ziekenhuis van Miami. Hij komt in contact met Debra Morgan, die om zijn expertise vraagt voor haar onderzoek naar de Ice Truck Killer. Na enkele afspraakjes beginnen ze een relatie. Hij lijkt ook een bijzondere sympathie te hebben voor haar broer Dexter.
In werkelijkheid is Rudy Cooper niemand minder dan Brian Moser, de verloren halfbroer van Dexter. Na de gruwelijke moord op hun moeder Laura Moser, werd Dexter geadopteerd door Harry en werd de oudere Brian - die in tegenstelling tot zijn broer wél zichtbaar besef had van wat er was gebeurd - in een psychiatrische instelling ondergebracht. Met zijn nieuwe identiteit begon hij na zijn ontslag uit de instelling met het vermoorden van prostituees en het later tentoonstellen van hun bevroren lichaamsdelen, op plaatsen die telkens op de een of andere manier te maken hebben met zijn en Dexters kindertijd.
Brian is ervan overtuigd dat ook Dexter een moordenaar in zich heeft en ziet in Debra het ideale kanaal om hem te benaderen. Wanneer het geheim van Rudy dreigt te worden blootgelegd, ontvoerd hij Debra met de bedoeling haar te vermoorden. Dexter komt hen op het spoor en probeert tussenbeide te komen. Brian eist dat Dexter voor zijn echte familie kiest en dus Debra vermoord. Dexter weigert en net op dat moment komt de politie aan, waarna Brian wegvlucht.
Een tijdje later duikt Brian terug op voor een nieuwe moordpoging op Debra. Dexter lokt hem echter in de val en vermoordt hem, waarna hij het voorval als zelfmoord doet uitschijnen. Het viel Dexter zwaar zijn eigen broer te moeten vermoorden, maar zijn geweten vertelt hem dat hij niet anders kon, omdat Brian anders zou zijn doorgegaan met het maken van onschuldige slachtoffers.

#### Paul Bennett
Paul Bennett (gespeeld door Mark Pellegrino) is een impulsieve drugsverslaafde. Hij was getrouwd met Rita Bennett, met wie hij samen twee kinderen kreeg: Astor et Cody. Door toedoen van Debra Morgan, die ontdekte dat hij zijn vrouw mishandelde, belandde hij in de gevangenis. Eens hij weer vrijkomt, ontdekt hij dat Rita in Dexter Morgan een nieuwe vriend heeft gevonden. Hij is razend en schuwt geen geweld om Rita en de kinderen weer voor zich te claimen. Dexter maakt komaf met het probleem door hem te overmeesteren en een dosis heroïne in te spuiten. De politie stoot op een gedrogeerde Paul en hij wordt weer gearresteerd, omdat dit euvel de voorwaarden van zijn vrijlating schendt. Een tijdje later komt hij om het leven tijdens een vechtpartij in de gevangenis.

#### Astor Bennett
Astor Bennett (gespeeld door Christina Robinson) is de dochter van Rita en Paul. Ze is een introverte tiener die niet vaak haar gevoelens prijsgeeft. Ze heeft er grote moeite mee om Dexter in haar gezin te aanvaarden, maar toch beschouwt ze hem na de dood van Paul als haar nieuwe vader. Na de dood van Rita besluiten zij en haar broertje Cody om bij hun grootouders te gaan wonen, in de hoop zo sneller het verlies van hun moeder te verwerken. Het blijkt er Astor niet geheel goed te vergaan; zo maakt ze bijvoorbeeld dronken haar opwachting bij Dexter thuis en wordt ze door een winkeldetective op diefstal betrapt.

#### Cody Bennett
Cody Bennett (gespeeld door Daniel Goldman & Preston Bailey) is de zoon van Rita en Paul. In tegenstelling tot zijn zus Astor is hij zeer levendig en extravert en bindt hij zich vrijwel meteen aan Dexter. Hij heeft er dan ook iets moeilijker mee om na de dood van Rita bij zijn grootouders te gaan wonen.

#### Harrison Morgan
Harrison Morgan (gespeeld door Evan George Kruntchev, Luke Andrew Kruntchev & Jadon Wells) is de zoon van Dexter Morgan en Rita Bennett. Na de moord op Rita, blijft Harrison achter in een grote plas bloed, wat exact hetzelfde scenario is dat Dexter meemaakte bij de moord op zijn eigen moeder. Vanaf dat moment begint Dexter ervoor te vrezen dat de geschiedenis zich zal herhalen en Harrison zijn (moordzuchtige) gewoonten zal aanleren. Dexter besluit dan ook om na de dood van Rita niet geheel zelf in de staan voor de opvoeding van Harrison, maar ook een voltijdse nanny aan te nemen.

#### Camilla Figg
Camilla Figg (gespeeld door Margo Martindale) was jarenlang een goede vriendin van Dexters adoptievader Harry. Ze werkt sinds jaar en dag bij het politiearchief, wat haar de mogelijkheid bood om op vraag van Harry zo goed als alle gegevens omtrent de rol van Dexter en diens halfbroer Brian in de moord op hun moeder te doen verdwijnen. Ze raakt ook goed bevriend met Dexter, maar na haar pensioen verliezen ze elkaar uit het oog. Later duikt ze weer op en blijkt ze aan terminale kanker te lijden. Ze is aan haar ziekenbed gekluisterd en vraagt aan Dexter om haar te helpen uit het leven te stappen. Na lang aarzelen gaat hij akkoord en injecteert hij haar favoriete citroentaart met een dodelijk gif dat niet kan worden opgespoord.

#### Frank Lundy
Frank Lundy (gespeeld door Keith Carradine) is een speciaal agent van de FBI. Hij versterkt het team van Miami Metro bij het onderzoek naar de zogenaamde Bay Harbor Butcher, een seriemoordenaar waarnaar het team naarstig op zoek is. Hoewel Dexter de ware moordenaar is, lijken de bewijzen eerder in de richting van James Doakes te wijzen. Gedurende het onderzoek werkt Lundy ook nauw samen met Debra Morgan, met wie hij uiteindelijk een relatie begint. Na een tijdje vertrekt hij weer uit Miami voor een volgende opdracht en blijft Debra alleen achter. Hij keert na zijn pensioen weer terug naar Miami om op vrijwillige basis mee te werken aan het onderzoek naar de Trinity Killer. Hij groeit weer naar Debra toe, die voor hem haar vriendje Anton in de steek laat. Kort daarop worden Frank en Debra na een avondje stappen onder vuur genomen. Beiden worden geraakt en Frank blaast voor de ogen van Debra zijn laatste adem uit. Debra herstelt en zet alles op alles om de moordenaar van Frank te vatten. Uiteindelijk blijkt het om Christine Hill te gaan, een journaliste met wie het team geregeld in contact stond, maar die heimelijk de dochter van de Trinity Killer is. Ze pleegde de moord om haar vader te beschermen.

#### Doris Morgan
Doris Morgan (door Kathrin Middleton) was de vrouw van Harry en de moeder van Debra Morgan. Na een lange en pijnlijke strijd stierf ze op vrij jonge leeftijd aan kanker. Het was zij die voor het eerst merkte dat er iets aan de hand was met de jonge Dexter en vervolgens Harry aanspoorde om voor hem professionele hulp te zoeken.

#### Laura Moser
Laura Moser (gespeeld door Sage Kirkpatrick) is de biologische moeder van Dexter Morgan en Brian Moser. Ze was een vrij losbandige en drugsverslaafde vrouw die er relaties op nahield met verschillende drugsdealers. Het is dan ook niet meteen duidelijk wie precies de vader van haar kinderen is. Laura werd benaderd door Harry Morgan, die haar als politieman vroeg om als informante te werken, om op die manier voor een beter leven voor haar kinderen te kunnen zorgen. Ze ging akkoord en verraadde bijgevolg de bende, maar een van de leden kwam hierachter en vermoordde haar op gruwelijke wijze met een kettingzaag, voor de ogen van haar twee zoontjes. Uit schuldgevoel besloot Harry om Dexter te adopteren. Aan de brutale moord op hun moeder hebben zowel Dexter als Brian een enorm trauma overgehouden, dat hen er allebei toe leidde om als seriemoordenaar door het leven te gaan.

#### Anton Briggs
Anton Briggs (gespeeld door David Ramsey) werkt als informant voor de politie en komt op die manier in contact met Debra Morgan, met wie hij uiteindelijk een relatie begint. Daarmee brengt hij wel zijn lopende operaties in het gevaar, iets wat hij op een gegeven moment bijna met zijn leven moet bekopen. Anton en Debra zijn gelukkig met elkaar, maar wanneer plots Debra's ex-vriend Frank Lundy weer opduikt, maakt ze een einde aan hun relatie. Anton verdwijnt vervolgens uit beeld.

#### Jonah Mitchell
Jonah Mitchell (gespeeld door Brando Eaton) is de zoon van Arthur Mitchell, alias de door Dexter benaderde Trinity Killer. Op het eerste gezicht is Jonah een heel gewone en gelukkige jongeman, maar uiteindelijk geeft hij aan Dexter Morgan toe dat zijn vader zijn gezin zowel mentaal als fysiek terroriseert. Uiteindelijk komt Dexter tussenbeide, waardoor hij het vertrouwen van Arthur dreigt te verliezen. Na de dood van zijn vader gaat het bergaf met Jonah. Op een dag worden ten huize Mitchell de gehavende levenloze lichamen van Jonahs moeder en zus teruggevonden. Dexter vermoedt dat Jonah de gewoonten van zijn vader heeft overgenomen en wil hem uitschakelen, maar de verklaring die Jonah hem geeft doet Dexter besluiten hem te laten gaan.

#### Mike Anderson
Mike Anderson (gespeeld door Billy Brown) is een ervaren politieman die door Debra Morgan wordt uitgekozen om haar team te versterken, nadat ze is gepromoveerd. Hij is afkomstig uit Chicago en heeft een compleet andere houding dan zijn collega's uit Miami. Zo gedraagt hij zich steeds zeer formeel en kan hij het ook niet laten om de werkwijzen van zijn naasten en zelfs zijn oversten in vraag te stellen. Los daarvan blijkt hij wel een prima aanwinst en is hij een grote hulp in het oplossen van het onderzoek naar de Doomsday Killer. Wanneer hij na het werk een man met autopech wil helpen, ontdekt hij dat die een lijk vervoerd. Nog voor Mike het goed en wel beseft, wordt hij in koelen bloede neergeschoten. Hij sterft ter plaatse.

#### Louis Greene
Louis Greene (gespeeld door Josh Cooke) gaat aan de slag als assistent van forensisch expert Vince Masuka. Hij lijkt er een vreemde fascinatie voor Dexter Morgan op na te houden. Hij begint Dexter op een gegeven moment zelfs te stalken, wat uiteraard tot een hoge dosis nervositeit leidt. Louis heeft niet door dat Dexter hem intussen ook in de gaten houdt. Na verloop van tijd heeft Dexter enige bezwarende bewijsstukken tegen Louis verzameld, waarmee hij hem kan chanteren. Dit leidt ertoe dat Louis zijn job verliest én zijn relatie met Jamie Batista. Een razende Louis wil de boot van Dexter vandaliseren, maar stoot daarbij op een gewapende Isaac Sirko, een Oekraïense bendeleider die het ook op Dexter heeft gemunt. Isaac zegt Louis dat hij hem zal laten gaan in ruil voor informatie over Dexter. Louis geeft de informatie, maar Isaac houdt zijn woord niet en schiet hem door het hoofd.

### Personages uit seizoen 2

#### Lila West (Lila Tournay)
Lila (gespeeld door Jaime Murray) is een Britse kunstenares die zich in de VS is komen vestigen. Ze schrijft zich in bij de Narcotics Anonymous, een praatgroep voor drugsverslaafden, waarbij ze Dexter Morgan ontmoet. Ze neemt hem onder haar vleugels en komt op die manier achter zijn ware aard. Ze lijkt hier echter niet door afgeschrikt en garandeert hem dat zijn geheimen bij haar veilig zijn. Uiteindelijk blijkt ze verliefd op Dexter en zet ze alles op alles om hem uit zijn vertrouwde omgeving weg te rukken. Ze beschuldigt er bijvoorbeeld Dexters collega Angel Batista van haar verkracht te hebben. Later vermoordt ze ook de door Dexter ontvoerde James Doakes door de blokhut waarin hij is opgesloten de lucht in te blazen. Dexter reageert razend, waarna de stoppen van Lila volledig doorslaan. Ze sluit Dexter samen met Astor en Cody op in haar appartement, waarna ze het in brand steekt. Ze overleven en Dexter ontdekt dat Lila intussen naar Frankrijk is gevlucht. Hij volgt haar en vermoordt haar met een messteek in het hart.

### Personages uit seizoen 3

#### Miguel Prado
Miguel Prado (gespeeld door Jimmy Smits) is een openbaar aanklager met Cubaanse roots en tevens een jeugdvriend van Maria LaGuerta. Hij komt met Dexter in contact en ontdekt dat er gelijkenissen zijn in de manier waarop ze denken over criminelen die op een of andere manier aan justitie ontsnappen. Miguel geeft aan dat hij al vaak de neiging heeft gehad om het recht in zulke gevallen in eigen handen te nemen. Na wat aarzelen besluit Dexter hem te tonen hoe hijzelf criminelen vermoord zonder een spoor na te laten. Miguel gaat vervolgens zelf aan de slag, maar respecteert absoluut niet de "code" die Dexter hem heeft aangeleerd en vermoordt bijvoorbeeld Ellen Wolf, een advocate die hem continu in de weg staat. Uiteindelijk wordt hij door Dexter uit de weg geruimd.

#### Sylvia Prado
Sylvia Prado (gespeeld door Valerie Cruz) is de vrouw van Miguel. Ze raakt al gauw bevriend met Rita Bennett en biedt haar een job aan als assistente voor haar immobiliënkantoor. Aan het huwelijk van Sylvia en Miguel komt een einde, wanneer ze begint te vermoeden dat hij een affaire heeft met Maria LaGuerta.

#### Ramon Prado
Ramon Prado (gespeeld door Jason Manuel Olazabal) is een van de twee broers van Miguel. Hij werkt voor de politie van Miami en heeft een opvliegende persoonlijkheid, al dan niet gerelateerd aan zijn overmatig alcoholgebruik, dat alleen maar toeneemt na de dood van zijn jongste broer Oscar. Uit vrees dat Ramon de zaak tot op de bodem zal uitspitten, probeert Dexter Morgan toenadering tot hem te zoeken, maar daar slaagt hij absoluut niet in. Uiteindelijk zal Ramon dan toch niet achter het aandeel van Dexter komen.

#### Oscar Prado
Oscar Prado (gespeeld door Nick Hermz) is de jonge broer van Ramon en Miguel Prado. Hij is drugsverslaafde en wordt per vergissing door Dexter vermoord tijdens een drugsdeal. De moord op Oscar is een bijzonder zware klap voor Ramon en Miguel en ze zijn vastberaden de dader aan te houden.

#### Ellen Wolf
Ellen Wolf (gespeeld door Anne Ramsay) is een advocate die op de rechtbank vaak lijnrecht tegenover openbaar aanklager Miguel Prado komt te staan, waar ze vaak criminelen verdedigt. Hij hekelt haar omdat ze er bijna steeds in slaagt gevaarlijke criminelen vrij te pleiten. Ze raakt goed bevriend met Maria LaGuerta, tot ze door Miguel vermoord wordt.

### Personages uit seizoen 4

#### Christine Hill
Christine Hill (gespeeld door Courtney Ford) is een journaliste die alles op alles zet om Joey Quinn te verleiden, om op die manier aan politie-informatie te komen omtrent enkele seriemoorden. Na de aanslag op Debra Morgan en Frank Lundy, waarbij die laatste het leven liet, lijkt Christine er opvallend sterk op uit om een privé-interview met Debra te verkrijgen. Het vermoeden ontstaat dat Christine iets met de aanslag te maken heeft en ze wordt enkele keren opgepakt voor ondervraging. Uiteindelijk blijkt dat Christine al die tijd een groot geheim met zich meedroeg. Ze is namelijk de geheime, buitenechtelijke dochter van de Trinity Killer en wou Debra en Lundy vermoorden om haar vader te beschermen. Christine beseft dat ze geen kant meer op kan en neemt contact op met haar vader, die haar echter niet wil helpen en zegt dat het beter is dat hun wegen definitief scheiden. Vlak voor de politie haar komt arresteren, schiet ze zichzelf een kogel door het hoofd.

### Personages uit seizoen 5

#### Jordan Chase
Jordan Chase (gespeeld door Jonny Lee Miller) is een beroemde motivatiespreker die het land rondreist en zijn publiek ertoe aanzet hun primaire instincten weer te respecteren. Zijn echte naam blijkt echter Eugene Greer te zijn, die als jaren geleden als jonge man vier van zijn vrienden ertoe aanzette om Emily Birch, een van de begeleiders van hun vakantiekamp, te verkrachten, zonder dat hij zelf actief deelnam. Deze praktijk beviel de bende dermate dat ze ermee blijven doorgaan, nog steeds met Chase als niet-actief aanvoerder. Telkens ontvoert de bende een jonge blonde vrouw, om haar vervolgens drie dagen lang te misbruiken en uiteindelijk te vermoorden.
Dexter Morgan komt toevallig achter het hele verhaal door het schaduwen een van de bendeleden. Hij treft bij hem thuis het nieuwste slachtoffer Lumen Pierce aan en helpt haar ontsnappen. Al snel opent Dexter de jacht op de andere bendeleden, en op Chase in het bijzonder. Dexter en Lumen slagen er uiteindelijk in om Emily Birch, het enige slachtoffer dat niet vermoord werd, op te sporen. Ze beseffen echter niet dat Birch met Chase samenwerkt om hen in de val te lokken. Het plannetje van Chase mislukt echter en hij vermoordt Birch alsnog in een woedebui. Hierna ontvoert hij Lumen en plant hij ook haar eigenhandig te vermoorden, maar uiteindelijk komt Dexter hem op het spoor en slaagt hij erin Chase uit te schakelen.

#### Stan Liddy
Stan Liddy (gespeeld Peter Weller) is een voormalig politieman die zijn job verloor doordat hij te vaak buiten de lijntjes kleurde. Hij hekelt Maria LaGuerta, die mee zorgde voor het dossier dat hem een levenslange schorsing bezorgde. Wanneer ook Joey Quinn (tijdelijk) door LaGuerta wordt geschorst, vinden beide heren in elkaar een medestander. Quinn vraagt de hulp van Liddy om het aandeel van Dexter Morgan te bewijzen in de zaak rond de Trinity Killer. Liddy gaat akkoord en begint met het schaduwen van Dexter en Lumen Pierce. Eens hij een aantal bewijsstukken heeft verzameld, krijgt Liddy echter van Quinn te horen dat hij niet langer geïnteresseerd is in het neerhalen van Dexter, om zijn kersverse relatie met Debra Morgan veilig te stellen. Liddy laat de zaak die zijn carrière kan herstellen allesbehalve schieten en gaat op eigen houtje de confrontatie met Dexter aan. Het komt tot een schermutseling waarbij Liddy het leven laat.

### Personages uit seizoen 6

#### Travis Marshall
Travis Marshall (gespeeld door Colin Hanks) is een sterk religieus persoon, die in opdracht van zijn professor theologie James Gellar verschillende rituele moorden uitvoert die gebaseerd zijn op Bijbelse geschriften. Hij gelooft dat enkel wanneer hij het vooropgestelde draaiboek strikt volgt, hij in staat zal zijn het naderende einde van de wereld te overleven.
Dexter Morgan komt hem op het spoor en probeert hem deze gedachte uit zijn hoofd te praten. Hij wil ook dat Travis hem naar professor Gellar leidt, die als ware dader moet worden uitgeschakeld. Uiteindelijk zal blijken dat Gellar al jaren dood is en dat Travis al die tijd alleen handelde. Vlak voor de zonsverduistering die volgens Travis het einde van de wereld inluidt, wil hij Dexters zoon Harrison offeren om zijn queeste te voltooien. Dexter kan zijn zoon op het nippertje redden en vermoordt Travis, maar wordt daarbij betrapt door zijn zus Debra Morgan.

#### James Gellar
James Gellar (gespeeld door Edward James Olmos) was jarenlang professor aan de plaatselijke universiteit, maar werd aan de deur gezet na het ontvreemden van een antiek kunstvoorwerp. Hij behield nadien contact met zijn favoriete student Travis Marshall. Dexter Morgan gelooft dat Gellar het brein is achter een reeks rituele moorden, maar in werkelijkheid blijkt daar niets van aan. Gellar werd een aantal jaar geleden door Travis vermoord en leeft sindsdien enkel voort in diens gedachten. Dexter vindt het lichaam van Gellar terug in een diepvriezer in een verlaten kerkgebouw.

#### Brother Sam
Brother Sam (gespeeld door Mos Def) is een voormalig crimineel. Tijdens zijn gevangenisperiode bekeerde hij zich tot het katholicisme en na zijn vrijlating kocht hij een oude garage op, waarin het zijn bedoeling is andere veroordeelde criminelen tewerk te stellen met het oog op hun re-integratie in de samenleving. Aanvankelijk is Dexter Morgan van mening dat hij niet zwaar genoeg gestraft werd en wil hij hem vermoorden, maar uiteindelijk komt hij tot het besef dat Sam wel degelijk zijn leven heeft gebeterd en geen vlieg meer kwaad zou doen. Na enige tijd bouwen de twee zelfs een sterke vriendschap op.
Na een lange werkdag krijgt Sam in zijn garage het bezoek van een van zijn werknemers, die hem in koelen bloede neerschiet. Sam wordt in zeer kritieke toestand naar het ziekenhuis gebracht en vraagt op zijn sterfbed aan Dexter om de dader te vergeven. Dexter twijfelt en spoort de dader alsnog op, aanvankelijk enkel om zijn motieven te weten te komen. Wanneer die man zichtbaar plezier lijkt te hebben in de dood van Sam, belandt Dexter in een woedebui en vermoordt hij hem door hem in zee te verdrinken.

#### Ryan Chambers
Ryan Chambers (gespeeld door Brea Grant) is een jonge, knappe stagiaire die door Vince Masuka wordt aangesteld als zijn persoonlijke assistente. Ze is Masuka ontzettend dankbaar en lijkt hem tot ieders verbazing zelfs wel te zien zitten. Wanneer er plots een spraakmakend oud bewijsstuk uit het lab verdwijnt en op internet te koop wordt gesteld, ontdekt Masuka dat Ryan hierachter zit. Hij is razend en ontslaat haar op staande voet.

### Personages uit seizoen 7

#### Isaac Sirko
Isaac Sirko (gespeeld door Ray Stevenson) is een gevaarlijke Oekraïense bendeleider. Door toedoen van Dexter Morgan belandt hij achter de tralies voor de moord op drie Colombianen. Om zijn nieuwe vriendin Nadia uit de handen van de bende te redden, zorgt Joey Quinn er echter voor dat de bewijzen tegen Sirko verdwijnen en hij weer op vrije voeten komt. Van dan af aan wil Sirko zich op Dexter wreken, totdat hij ontdekt dat Dexter een seriemoordenaar is. Hij vraagt zijn hulp om de moordenaar van zijn bendelid Viktor Baskov, met wie hij heimelijk een homoseksuele relatie had, op te sporen, onwetende dat het eigenlijk Dexter is die Viktor heeft vermoord. Omdat Dexter niet meteen wil meewerken, laat Isaac diens nieuwe vriendin Hannah McKay ontvoeren. Intussen keert de bende zich steeds meer tegen Isaac, die zich te veel met zijn persoonlijke vendetta zou bezighouden en te weinig met het leiderschap. Zijn rechterhand George Novikov krijgt de toestemming om hem te vermoorden, om zo de leiding te kunnen overnemen.

#### George Novikov
George Novikov (gespeeld door Jason Gedrick) is de rechterhand van Isaac Sirko en heeft de leiding over een striptent in Miami, waar onder meer Nadia is tewerk gesteld. Wanneer Joey Quinn interesse in haar vertoond, gooit George het met hem op een akkoordje: in ruil voor het doen verdwijnen van bewijslast tegen de bende, wordt Nadia weer een vrije vrouw. Al snel komt Quinn erachter dat hij een stommiteit heeft begaan en George helemaal nooit van plan was om Nadia te laten gaan.
Intussen stelt George openlijk het leiderschap van Isaac in vraag en krijgt hij vanuit Oekraïne de toestemming om hem te vermoorden en vervolgens de leiding over te nemen. Niet veel later komt het tot een confrontatie tussen George en Joey. George reageert uiterst agressief op de eis van Joey om Nadia vrij te laten en begint de vrouw voor Joey's ogen in elkaar te slaan. In een vlaag van woede schiet Joey hem dood.

#### Viktor Baskov
Viktor Baskov (gespeeld door Enver Gjokaj) maakt deel uit van de maffiabende van Isaac Sirko en heeft heimelijk een homoseksuele relatie met hem. Nadat hij een jonge vrouw heeft vermoord, krijgt Viktor autopech terwijl het lichaam in zijn koffer ligt. Mike Anderson rijdt toevallig voorbij en houdt halt om hem te helpen. Wanneer hij het lijkt ontdekt, schiet Viktor hem dood. Uiteindelijk komt Dexter Morgan hem op het spoor en wordt de dood van Mike gewroken.

#### Jurg Yeliashkevych
Jurg Yeliashkevych (gespeeld door Andrew Kirsanov) is de persoonlijke lijfwacht van Isaac Sirko en knapt voor hem de vuile werkjes op. Hij helpt hem ook bij de ontvoering van Hannah McKay. Wanneer hij erachter komt dat Hannah hem probeerde te vergiftigen, wil hij haar op eigen houtje vermoorden. Hij steekt haar neer, waarna Hannah er nog in slaagt een zwaar voorwerp te grijpen en zijn schedel in te slaan. Hannah overleeft, maar Jurg is op slag dood.

#### Nadia
Nadia (gespeeld door Katia Winter) werkt als striptease danseres in de nachtclub van George Novikov. Het valt George op dat Joey Quinn voor haar valt en hij vraagt haar om hem te verleiden, zodat de bende hem als mol bij de politie kan gebruiken. Uiteindelijk beginnen Joey en Nadia echt iets met elkaar en zet Joey alles op alles om haar vrij te krijgen. Eens de bende is opgerold, neemt Nadia echter haar spullen en laat ze Quinn in de steek.

#### Sal Price
Sal Price (gespeeld door Santiago Cabrera) is een misdaadauteur die een boek heeft geschreven naar de waargebeurde moorden door de veroordeelde Wayne Randall. Hij wil graag een vervolg maken dat zich focust op Randalls vrijgesproken handlanger Hannah McKay, om te bewijzen dat ze wel degelijk ook een moordenares is. Na lang aandringen stemt Hannah toe met een interview. Vlak nadien zakt hij in elkaar door een hartstilstand. Hannah blijkt hem vergiftigd te hebben.

### Personages uit seizoen 8

#### Evelyn Vogel
Evelyn Vogel (gespeeld door Charlotte Rampling) is een Britse neuropsychiater en auteur van een aantal psychologische boeken over seriemoordenaars. Ze komt Miami Metro haar expertise aanbieden wanneer het team een onderzoek voert naar de zogenaamde Brain Surgeon Murders. Deze hulpvaardigheid lijkt echter enkel maar een dekmantel, want in werkelijkheid zoekt ze toenadering tot Dexter Morgan. Zij blijkt de psychiater te zijn die hem in zijn kindertijd behandelde, en die Harry Morgan hielp met de ontwikkeling van de "moordcode" die Dexter tot op de dag van vandaag hanteert. Vogel ontvangt persoonlijke bedreigingen van de Brain Surgeon en wil dat Dexter hem uitschakelt. Ze verandert van mening wanneer ze ontdekt dat de Brain Surgeon haar bloedeigen zoon is. Evelyn probeert Dexter van zich af te schudden om de draad met haar zoon weer te kunnen oppikken. Uiteindelijk vermoordt die haar voor de ogen van Dexter.

#### Jacob Elway
Jacob Elway (gespeeld door Sean Patrick Flanery) is een privédetective die een eigen bedrijfje leidt in Miami. Nadat ze ontslag heeft genomen bij de politie, gaat Debra Morgan bij hem aan de slag als undercoveragent. Hij lijkt een oogje te hebben op haar, al maakt Debra snel duidelijk dat ze hun relatie puur professioneel wil houden. Ze vraagt zijn hulp wanneer de voortvluchtige Hannah McKay terug opduikt, maar beseft niet dat ze daarmee Dexter in gevaar brengt. Aangezien er een hoge premie verbonden is aan de uitlevering van Hannah, zet Elway alles op alles om haar terug te vinden. Uiteindelijk komt hij achter de vluchtplannen van Dexter en Hannah, maar toch kan het koppel uit zijn greep ontkomen.

#### Oliver Saxon
Oliver Saxon (gespeeld door Darri Ingolfsson) komt voor het eerst in beeld als de sympathieke vriend van Dexter Morgans buurvrouw Cassie. Wanneer een tijdje later Cassie vermoord wordt, komt Dexter er al snel achter dat Oliver de dader is. Meer zelfs: Oliver blijkt de dood gewaande zoon te zijn van Evelyn Vogel. Jaren geleden vermoordde hij zijn kleine broer, waarna hij in een psychiatrische instelling werd ondergebracht. Hij zette er al snel zijn eigen dood in scène door het gebouw in brand te steken. De laatste maanden was hij in Miami actief als de zogenaamde Brain Surgeon. Dexter wil hem vermoorden, maar Evelyn houdt hem tegen en wil haar zoon trachten te helpen. Uiteindelijk loopt het verkeerd wanneer Oliver haar voor de ogen van Dexter de keel over snijdt. Dexter wil zich vervolgens meer dan ooit op hem wreken, maar Dexter zijn moorddrang is intussen verdwenen, waardoor hij besluit om Oliver ter arrestatie aan Debra over te leveren. Het loopt fout af wanneer Oliver naar een wapen kan grijpen en Debra neerschiet. Oliver wordt niet veel later gearresteerd en in zijn cel door Dexter vermoord.